# С-52
С-52 — советская дизель-электрическая торпедная подводная лодка серии IX-бис, С — «Средняя» времён Второй мировой войны. Совершила один боевой поход, с 1954 года передана Китаю, служила до конца 1970-х годов.

## История строительства
29 апреля 1937 года заложена в Ленинграде на заводе № 189 под заводским номером 285. В разобранном виде по железной дороге перевезена на Дальний Восток на завод № 202 (Дальзавод) во Владивостоке. Спущена на воду 30 августа 1940 года.
На начало Великой Отечественной войны продолжала строиться. 9 июня 1943 года вступила в строй, 27 июня вошла в состав Тихоокеанского флота. Зачислена в состав 3-го дивизиона 1-й бригады подводных лодок ТОФ.

## История службы
В сентябре 1944 года переформирована в состав 1-го дивизиона 1-й бригады подводных лодок ТОФ с базированием на бухту Малый Улисс. Весной 1945 года получила гидроакустическую станцию «Тамир-5», успешно участвовала в её испытаниях совместно с однотипной С-53. 22-28 августа находилась в боевом походе на позиции к северу от порта Румои, 24 августа обнаружила японский сторожевик, но в атаку на него не выходила.
В октябре 1945 года переформирована в состав 11-го дивизиона 4-й бригады подводных лодок в подчинении Порт-Артурской военной базы и перебазирована на Порт-Артур.
С апреля 1951 года переформирована в состав 125-й бригады подводных лодок 5-го флота ВМФ СССР. В 1952 году прошла капитальный ремонт на «Дальзаводе».
В 1953—1954 годах использовалась как учебный корабль для подготовки первых китайских подводников.
24 июня 1954 года исключена из состава ВМФ СССР и в торжественной обстановке передана Китайской Народной Республике. С-52 и одновременно передававшаяся С-53 стали первыми подводными лодками в составе ВМС КНР. С китайским экипажем перешла в Циндао, из советского экипажа на борту на время перехода остались командир, штурман, командир БЧ-5 и старшины команд БЧ-5.
24 августа 1954 года советский экипаж расформирован.
Далее служила в составе ВМС НОАК под названием 新中國11號 («Новый Китай» № 11) и бортовым номером «401», затем «421». Была утилизирована в 1970-х годах.

## Командиры
- 1944—1946: Филипп Филиппович Фоменко
- 1946—1949: П. В. Синецкий
- 1949—1952: И. Д. Кузнецов
- 1952—1954: Г. М. Пятаков